# (523692) 2014 EZ51
(523692) 2014 EZ51 est un objet transneptunien faisant partie du disque des objets épars et une planète naine potentielle, son diamètre est estimé à environ 660 km.